# La Posdata
La Posdata fue un periódico publicado en Madrid entre 1842 y 1846, durante el reinado de Isabel II.

## Historia
Editado en Madrid, fue impreso primero en una imprenta propia, de La Posdata, y en sus últimos números en la imprenta de J. Rebolledo y Compañía. Su primer número apareció el 7 de enero de 1842, con cuatro páginas de 0,262 x 0,200 m. El 1 de julio de 1843 crecería a 0,298 x 0,209 m y el 15 de diciembre de 1845 a 0,385 x 0,265 m, día en que llevaba el subtítulo de «político y literario», en lugar del de «joco-serio» que llevó en un principio. Cesó el 7 de marzo de 1846.
Fue dirigido por Antonio de las Heras, conde de Sanafe, y en la redacción participaron nombres como los de José María Albuerne, Agustín Esteban Collantes y N. Quintanilla. Se trataba de una publicación que mostraba una fuerte oposición al Gobierno que mandaba entonces.